# Современное пятиборье на летних юношеских Олимпийских играх 2018
Соревнования по современному пятиборью на летних юношеских Олимпийских играх 2018 года пройдут с 12 по 16 октября в Парке Polideportivo Roca в Буэнос-Айресе, столице Аргентины. Будут разыграны 3 комплекта наград: у юношей и девушек в личном первенстве и в трунире среди смешанных пар. В соревнованиях, согласно правилам, смогут принять участие спортсмены, рождённые с 1 января 2000 года по 31 декабря 2003 года.

## История
Современное пятиборье является постоянным видом программы юношеских Олимпиад, который дебютировал на I Играх в Сингапуре.
На предыдущих юношеских Олимпийских играх 2010 года и 2014 годов в современном пятиборье также разыгрывалось по три комплекта наград.

## Квалификация
Каждый Национальный олимпийский комитет (НОК) может быть представлен не более чем одним спортсменом в каждом виде программы.
На правах страны-хозяйки юношеской Олимпиады Аргентине предоставили максимальную квоту. Ещё 4 квоты, по 2 у юношей и девушек, изначально распределила трёхсторонняя комиссия.
Оставшиеся 42 квоты распределены в три этапа: первый — на четырёх континентальных квалификационных турнирах в 2017 году, второй — на чемпионате мира среди юниоров в 2018 году. По итогам третьего этапа лучшие спортсмены мирового Олимпийского молодёжного рейтинга по пятиборью смогли отобраться на соревнования.
Если у страны будет более одной квоты в отдельно взятом виде программы, то команде будет разрешено выбрать, какой спортсмен будет соревноваться.
Общее число спортсменов, которые выступят на соревнованиях, было определено Международным олимпийским комитетом и составило 48 человек (24 юноши и 24 девушки).

## Календарь
| ЦО | Церемония открытия | ● | Квалификации | 2 | Финалы соревнований | ЦЗ | Церемония закрытия |

| Октябрь               | 06 Сб | 07 Вс | 08 Пн | 09 Вт | 10 Ср | 11 Чт | 12 Пт | 13 Сб | 14 Вс | 15 Пн | 16 Вт | 17 Ср | 18 Чт | Соревнования |
| --------------------- | ----- | ----- | ----- | ----- | ----- | ----- | ----- | ----- | ----- | ----- | ----- | ----- | ----- | ------------ |
| Современное пятиборье | ●     |       |       |       |       |       | ●     | 1     | 1     | ●     | 1     |       | ●     | 3            |

## Медалисты
| Дисциплина         | Золото        | Золото | Серебро         | Серебро | Бронза      | Бронза |
| ------------------ | ------------- | ------ | --------------- | ------- | ----------- | ------ |
| Юноши              | Ahmed Elgendy |        | Egor Gromadskiy |         | Ugo Fleurot |        |
| Девушки            |               |        |                 |         |             |        |
| Смешанная эстафета |               |        |                 |         |             |        |

## Медали

### Общий зачёт
| Место | Страна |  |  |  | Всего |
| ----- | ------ |  |  |  | ----- |